# Musikjahr 1868
Liste der Musikjahre

◄◄ | ◄ | 1864 | 1865 | 1866 | 1867 | Musikjahr 1868 | 1869 | 1870 | 1871 | 1872 | ► | ►►

Weitere Ereignisse
Dieser Artikel behandelt das Musikjahr 1868.

## Ereignisse

### Uraufführungen

#### Instrumentalmusik
- 05. Januar: Die zweite Version des 1. Violinkonzerts von Max Bruch erlebt unter Leitung von Carl Martin Reinthaler mit Joseph Joachim als Solisten ihre Uraufführung in Bremen. Eine weitere Aufführung findet auf dem Niederrheinischen Musikfest zu Pfingsten in Köln statt. Die ausdrucksstarke Melodik, die Klangschönheit und die klare Struktur des Werkes begründen seine anhaltende Beliebtheit.
- 21. Januar: Der Walzer Sphärenklänge von Johann Strauss (Sohn) wird in den Sofiensälen in Wien anlässlich eines Medizinerballs uraufgeführt.
- 03. Februar: Die 1866 entstandene 1. Sinfonie von Pjotr Iljitsch Tschaikowski wird unter der Leitung von Nikolai Rubinstein erstmals vollständig aufgeführt und wird positiv aufgenommen.
- 10. April: Die erste Version von Ein deutsches Requiem von Johannes Brahms wird unter der Leitung des Komponisten nach der Einstudierung durch den Bremer Domkapellmeister Carl Martin Reinthaler mit Erfolg im Bremer Dom uraufgeführt. Der bei diesem Konzert noch fehlende fünfte Satz wird erst danach eingefügt.

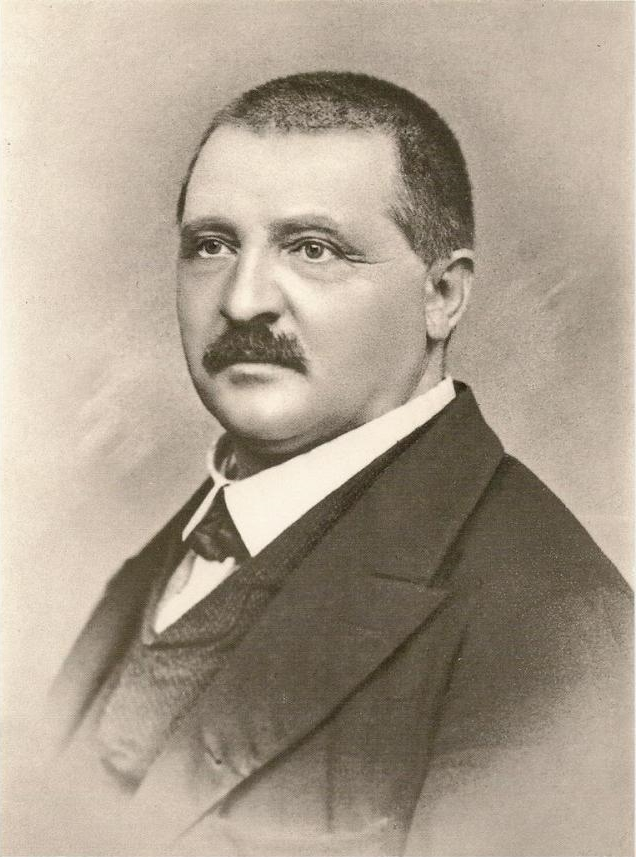
Anton Bruckner 1868

- 09. Mai: Anton Bruckner dirigiert im Alten Dom in Linz die Uraufführung seiner 1. Sinfonie (WAB 101). Die Aufführung, die von Eduard Hanslick positiv rezensiert wird, wird zwar zu einem Achtungserfolg, kann allerdings für die spätere Laufbahn des Komponisten nichts bewirken. Dies ist vermutlich mit ausschlaggebend für den Umzug Bruckners nach Wien im gleichen Jahr.
- Der Pianist und Dirigent Anton Grigorjewitsch Rubinstein plant im Mai in Paris ein Konzert als Dirigent zu geben und bittet seinen Freund Camille Saint-Saëns, dafür ein Werk zu komponieren. Dieser komponiert daraufhin in nur 17 Tagen sein 2. Klavierkonzert. Die Uraufführung des Klavierkonzertes am 13. Mai, bei der der Komponist den Klavierpart spielt, wird auf Grund der kurzen Vorbereitungszeit zu einem Misserfolg. Unter den Zuhörern befindet sich jedoch auch Franz Liszt, welcher die kompositorischen Qualitäten des Werkes erkennt und Saint-Saëns ermutigt, das Werk weiterhin aufzuführen, welches sich schon bald wachsender Beliebtheit erfreut.
- 19. Juni: Der Tanzwalzer „Geschichten aus dem Wienerwald“ von Johann Strauss (Sohn) wird im k. k. Volksgarten in Wien von der Strauss-Kapelle unter Leitung des Komponisten uraufgeführt.
- 26. Juli: In Sondershausen wird die 1. Sinfonie von Max Bruch uraufgeführt. Weitere Aufführungen innerhalb Deutschlands folgen. Die Presse entwickelt zwar keinen Enthusiasmus, reagierte aber lobend auf die Sinfonie. Der Sinfonie wird eine zu deutliche Orientierung an Felix Mendelssohn Bartholdy vorgeworfen.
- Neben den oben aufgeführten zwei Walzern bringt Johann Strauss (Sohn) auch noch folgende Werke heraus: Die Publicisten (Walzer) op. 321; Stadt und Land (Polka) op. 322; Ein Herz, ein Sinn (Polka) op. 323; Unter Donner und Blitz (Schnellpolka) op. 324; Freikugeln (Polka) op. 326; Sängerslust-Polka und Le premier jour de bonheur (Quadrille) op. 327.

#### Oper
- 20. Januar: Die Operette Die Frau Meisterin von Franz von Suppè hat ihre Uraufführung am Carltheater in Wien. Das Libretto stammt von Karl Costa. Die Kritiken sind ambivalent. Von der Musik ist heute nur noch die Ouvertüre bekannt.
- 05. März: Die Uraufführung der Erstfassung der Oper Mefistofele von Arrigo Boito findet am Teatro alla Scala in Mailand statt und erhält äußerst schlechte Kritiken. Am 6. Oktober 1875 erfolgt die erneute Uraufführung einer gekürzten und überarbeiteten Version.

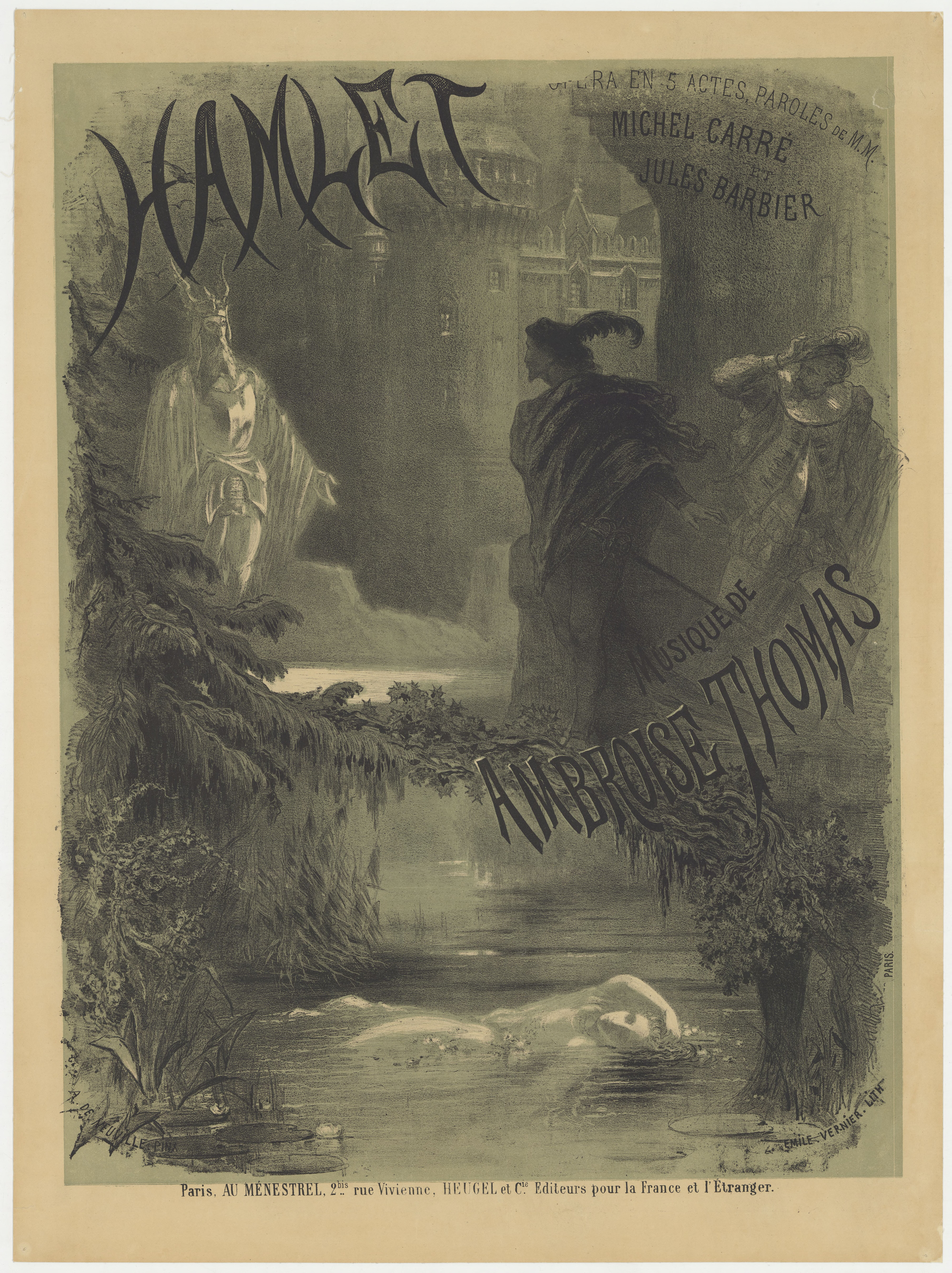
Hamlet; Plakat zur Uraufführung

- 09. März: Die Oper Hamlet von Ambroise Thomas wird in der Salle Le Peletier der Pariser Oper uraufgeführt. Das Libretto stammt von Michel Carré und Jules Barbier, es basiert auf der von Alexandre Dumas d. Ä. und Paul Meurice verfassten französischen Adaption der Tragödie Hamlet von William Shakespeare. Jean-Baptiste Faure singt die Titelrolle, Christine Nilsson die Ophélie. Die Choreographie des Balletts La fête du printemps stammte von Marius Petipa.
- 16. Mai: Die Uraufführung der Oper Dalibor von Bedřich Smetana mit dem Libretto von Josef Wenzig erfolgt anlässlich der Grundsteinlegung des Nationaltheaters am České Prozatímní Divadlo (Interimstheater) in Prag. Die Premiere wird positiv aufgenommen, doch in den folgenden Wochen wird Smetana von tschechisch-nationalen Kreisen der Vorwurf gemacht, mit der Einführung des Leitmotivs die Musik zu „germanisieren“.
- 21. Juni: Die Oper Die Meistersinger von Nürnberg von Richard Wagner wird unter der Leitung von Hans von Bülow am Nationaltheater München uraufgeführt.

#### Operette
- 11. April: Die Operette La fleur du thé (Die Teeblume) von Alexandre Charles Lecocq auf das Libretto von Henri Chivot und Alfred Duru wird am Théâtre l'Athénée-Comique in Paris uraufgeführt.
- 06. Mai: Die opéra bouffe Totos Schloss von Jacques Offenbach wird im Palais Royal in Paris uraufgeführt. Nach 15 erfolgreichen Aufführungen beginnen die Besucherzahlen bald zu sinken, obwohl das kaiserliche Ehepaar der dritten Aufführung beigewohnt hat. Auch die Anfang Juli erfolgte Neuausstattung kann nicht verhindern, dass das Stück am 28. Juli vom Spielplan genommen wurde.

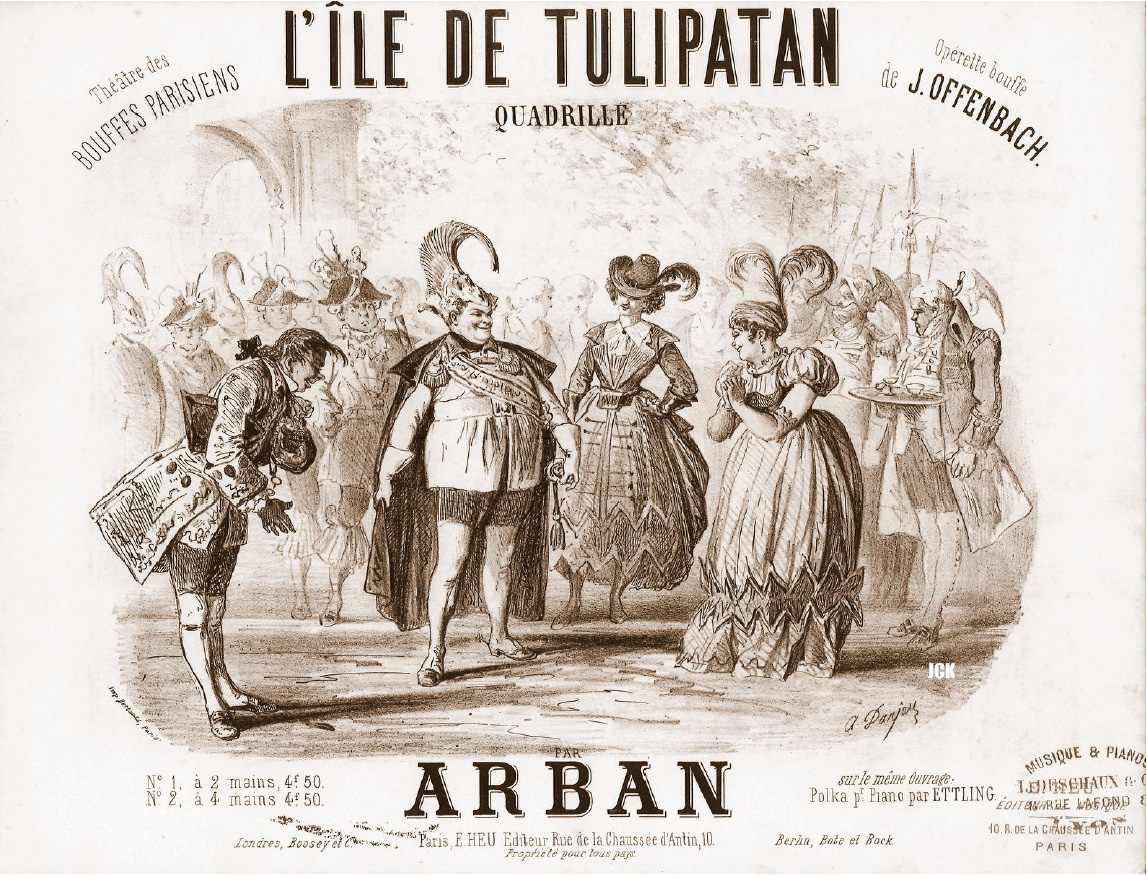
Insel Tulipatan, Arban, Quadrille

- 30. September: Die Uraufführung der einaktigen Operette L'ile de Tulipatan (Die Insel Tulipatan) von Jacques Offenbach findet in Offenbachs eigenem Théâtre des Bouffes-Parisiens in Paris statt.
- 06. Oktober: Im Pariser Théâtre des Variétés wird Jacques Offenbachs Operette La Périchole mit dem Libretto von Henri Meilhac und Ludovic Halévy uraufgeführt. Offenbachs Lieblingssängerin Hortense Schneider brilliert in der Titelrolle.

### Sonstiges
- 31. Januar: Anton Bruckner komponiert die geistliche Motette Pange lingua, WAB 33.
- 21. April: Anton Bruckner komponiert die geistliche Motette Inveni David, WAB 19.
- 14. Juli: Johannes Brahms komponiert sein wohl volkstümlichstes Lied Guten Abend, gut’ Nacht anlässlich der Geburt eines Kindes seiner alten Freundin Bertha Faber. Die erste Strophe erschien in ihrer heute bekannten Form erstmals 1808 unter dem Titel Gute Nacht, mein Kind! im dritten Band der von Achim von Arnim und Clemens Brentano herausgegebenen Sammlung Des Knaben Wunderhorn. Die zweite Strophe stammt von dem Philologen und Volksliedsammler Georg Scherer.
- 22. August: Uraufführung von Les Sept Paroles du Christ von Théodore Dubois in Paris.
- Sommer: Johannes Brahms komponiert die Liebeslieder-Walzer. Im gleichen Jahr vollendet er die Kantate Rinaldo, die er 1863 begonnen und mehrere Jahre liegengelassen hat.
- Sommer: Anton Bruckner komponiert die Motette Iam lucis orto sidere, WAB 18.
- Modest Mussorgski beginnt mit der Arbeit an der Urfassung der Oper Boris Godunow nach Motiven des gleichnamigen Dramas von Alexander Sergejewitsch Puschkin.

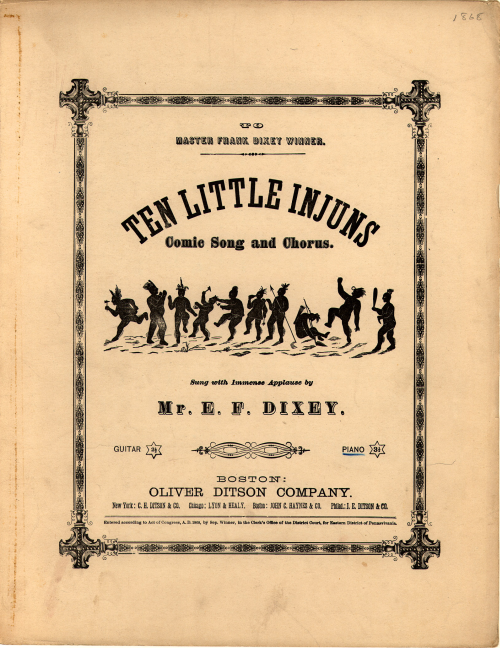
Ten Little Injuns von 1868

- Der US-amerikanische Lehrer Septimus Winner verfasst das Lied Ten Little Injuns.
- Das anglikanische Kirchenlied The King of Love My Shepherd Is entsteht.

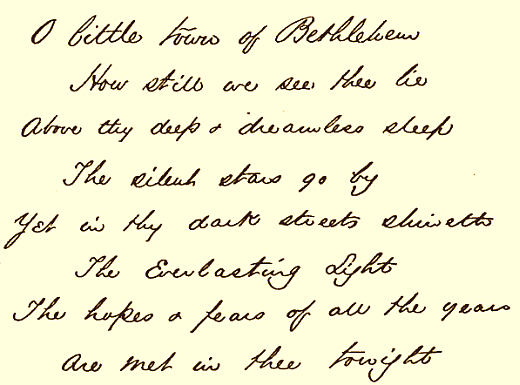
Manuskript des Autors mit der ersten Strophe

- Phillips Brooks verfasst das Weihnachtslied O Little Town of Bethlehem.
- Anton Bruckner komponiert das Lied Mein Herz und deine Stimme, WAB 79
- Gründung der Pianofortefabrik Bock & Hinrichsen in Rendsburg.

## Geboren

### Januar bis Dezember
- 12. Januar: Karl Friedrich Appel, deutscher Musiker und Abgeordneter des Provinziallandtages der Provinz Hessen-Nassau († 1935)
- 23. Januar: Fritz Steidl, deutscher Sänger und Theaterdirektor († 1927)
- 25. Januar: Juventino Rosas, mexikanischer Musiker und Komponist († 1894)
- 28. Januar: Julián Aguirre, argentinischer Komponist, Pianist und Musikpädagoge († 1924)

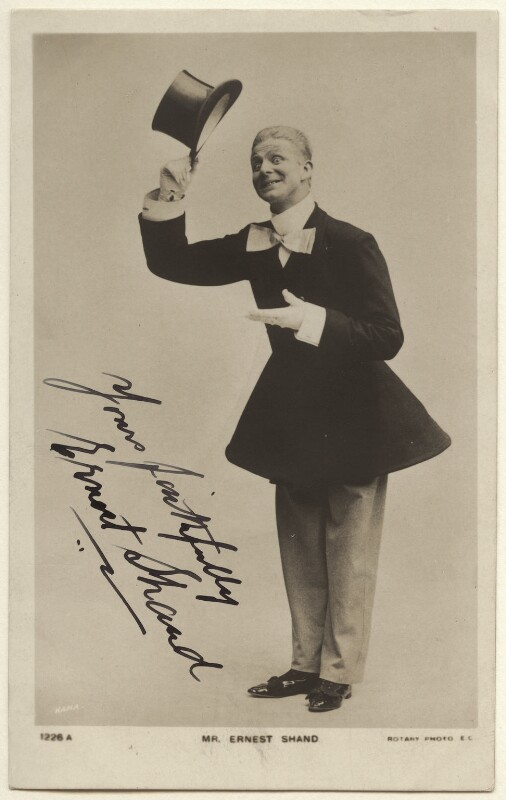
Ernest Shand; * 31. Januar

- 31. Januar: Ernest Shand, englischer Gitarrist, Komponist und Schauspieler († 1924)
- 01. Februar: Gustav Zeitzschel, deutscher Opernsänger († 1951)
- 02. Februar: Emilie Culp, niederländische Sängerin († 1898)
- 08. März: Georges Guiraud, französischer Komponist, Organist und Musikpädagoge († 1928)
- 14. März: Thila Plaichinger, österreichische Opernsängerin († 1939)
- 19. März: Luigi Stefano Giarda, italienischer Komponist, Cellist und Musikpädagoge († 1952)
- 23. März: John Carson, US-amerikanischer Old-Time-Musiker († 1949)
- 04. April: Fredrik Wilhelm Gomnaes, norwegischer Komponist († 1925)
- 14. April: Theo Nestler, deutscher Komponist und Chorleiter († 1932)
- 15. April: Francisco Braga, brasilianischer Komponist († 1945)
- 16. April: Charles Silver, französischer Komponist († 1949)
- 19. April: Max von Schillings, deutscher Komponist, Dirigent und Theaterintendant († 1933)
- 20. April: Marie Wolf, Schweizer Unternehmerin und Instrumentenbauerin († 1935)
- 21. April: Rosendo Mendizábal, argentinischer Tangopianist und -komponist († 1913)
- 22. April: José Vianna da Motta, portugiesischer Komponist und Pianist († 1948)
- 26. April: Eduard Wellenkamp, deutscher Violoncellist, Orchester- und Kammermusiker, Organist und Komponist († 1948)
- 13. Mai: Paolo Gallico, italienisch-amerikanischer Pianist, Komponist und Musikpädagoge († 1955)

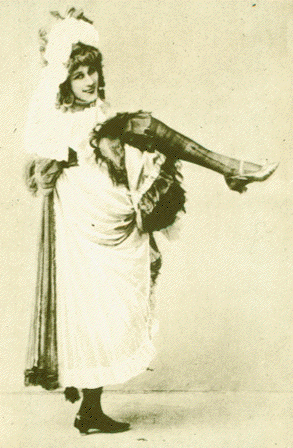
Jane Avril; * 31. Mai

- 31. Mai: Jane Avril, französische Tänzerin († 1943)
- 03. Juni: Georg Jarno, ungarischer Komponist und Kapellmeister († 1920)
- 03. Juni: Henning Mankell, schwedischer Komponist († 1930)
- 08. Juni: Alberto Jonás, spanischer Pianist († 1943)
- 27. Juni: Andreu Avel·lí Abreu i Boy, katalanischer Komponist und Musikpädagoge († 1935)

### Juli bis Dezember
- 11. Juli: Alfred Ottokar Lorenz, deutscher Musikwissenschaftler († 1939)
- 12. Juli: Karl Nováček, tschechischer Cellist, Dirigent und Militärkapellmeister († 1929)
- 15. Juli: Alfred Ernst, deutsch-US-amerikanischer Dirigent, Komponist und Pianist († 1916)
- 17. Juli: Thorvald Otterstrom, US-amerikanischer Komponist († 1942)
- 23. Juli: Nikolai Fjodorowitsch Findeisen, russischer Musikwissenschaftler und Musikschriftsteller († 1928)
- 24. Juli: Paul Schöne, deutscher Kirchenmusiker († 1947)
- 05. August: Oskar Merikanto, finnischer Komponist († 1924)
- 07. August: Granville Bantock, englischer Komponist († 1946)
- 11. August: Agnes Bricht-Pyllemann, österreichische Pianistin, Konzertsängerin und Gesangspädagogin († 1950)
- 14. August: Leone Sinigaglia, italienischer Komponist († 1944)
- 16. August: Charles Sanford Skilton, US-amerikanischer Komponist und Organist († 1941)
- 26. August: Henry Franklin Gilbert, US-amerikanischer Komponist († 1928)
- 03. September: Edmund Heyneck, deutscher Musiker († unbekannt)
- 03. September: Franz Kämmerer, deutscher Orgelbauer († 1951)
- 12. September: Jan Brandts-Buys, niederländischer Komponist († 1933)
- 14. September: Woldemar Runge, deutscher Schauspieler, Opernsänger, Regisseur und Intendant († 1937)
- 26. September: Karel Hoffmeister, tschechischer Pianist und Musikwissenschaftler († 1952)
- 01. Oktober: Pierina Legnani, italienische Balletttänzerin, erste Prima Ballerina Assoluta der Ballettgeschichte († 1923)
- 01. Oktober: Hermann Müller, deutscher römisch-katholischer Geistlicher, Theologe und Kirchenmusiker († 1932)
- 20. Oktober: Gabriel Montoya, französischer Chansonnier und Lyriker († 1914)
- 04. November: La Belle Otéro, spanische Revue-Tänzerin, Sängerin († 1965)
- 09. November: James Grun, britisch-deutscher Schriftsteller und Librettist († 1928)
- 13. November: Pierre Maurice, Schweizer Komponist († 1936)

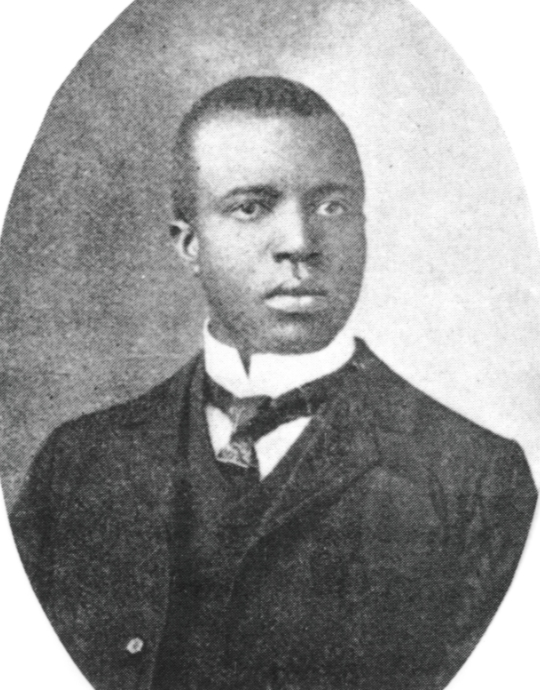
Scott Joplin; * 24. November

- 24. November: Scott Joplin, US-amerikanischer Komponist und Pianist († 1917)
- 28. November: František Drdla, österreichischer Geiger und Komponist († 1944)
- 28. November: Carl Frühling, österreichischer Komponist und Pianist († 1937)
- 29. November: Virgilio Scarabelli, uruguayischer Geiger, Dirigent und Musikpädagoge († 1959)
- 08. Dezember: Giacomo Setaccioli, italienischer Komponist († 1925)
- 11. Dezember: Ernst Henrik Ellberg, schwedischer Komponist († 1948)
- 22. Dezember: Jenny Pohlner, österreichische Sängerin († 1952)

### Genaues Geburtsdatum unbekannt
- Marie Deppe, deutsche Opern- und Konzertsängerin († nach 1907)
- Ramón Emilio Peralta, dominikanischer Komponist, Dirigent, Musikpädagoge und Saxophonist († 1941)

## Gestorben

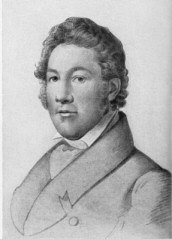
Franz Carl Adalbert Eberwein; † 2. März

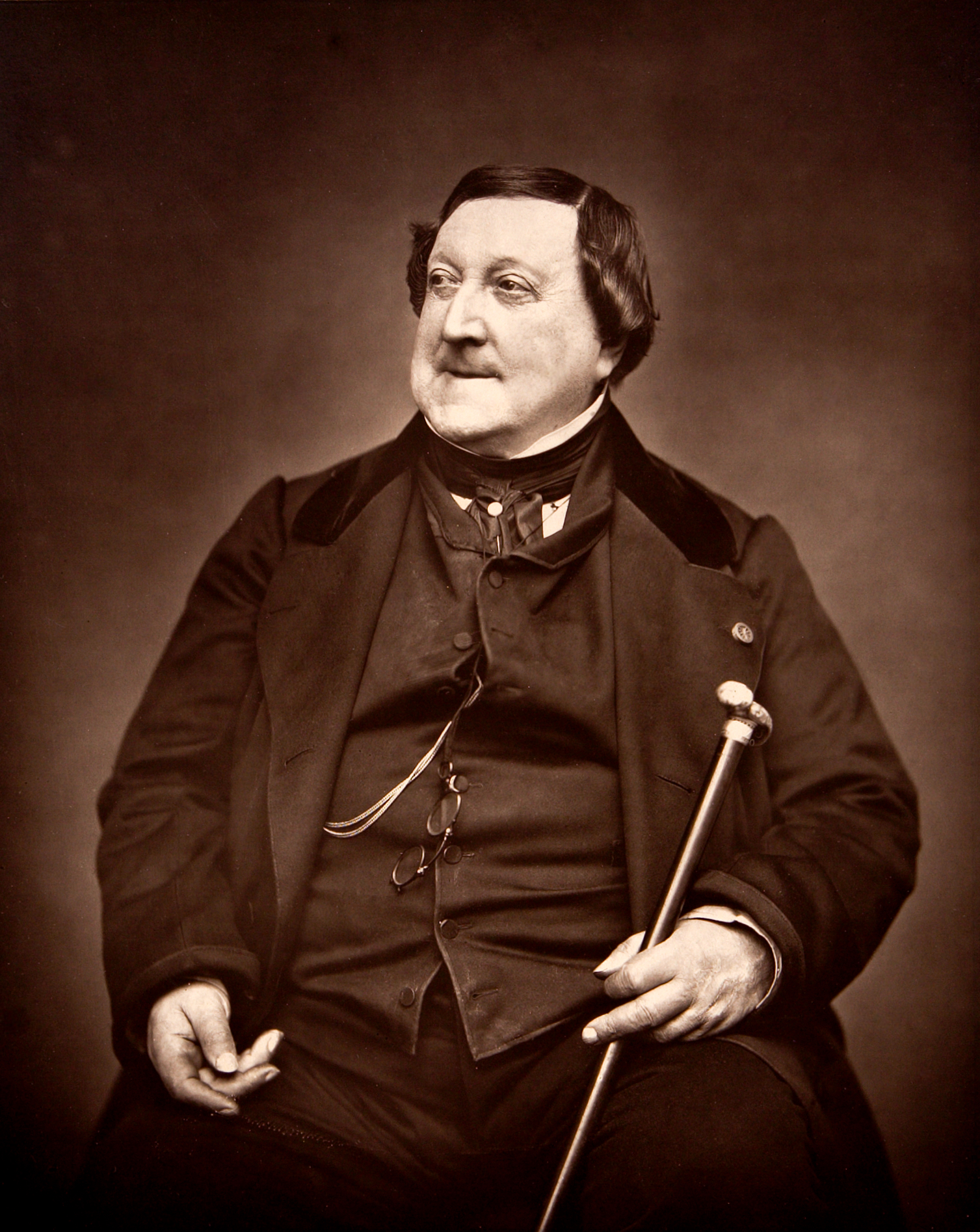
Gioacchino Rossini; † 13. November

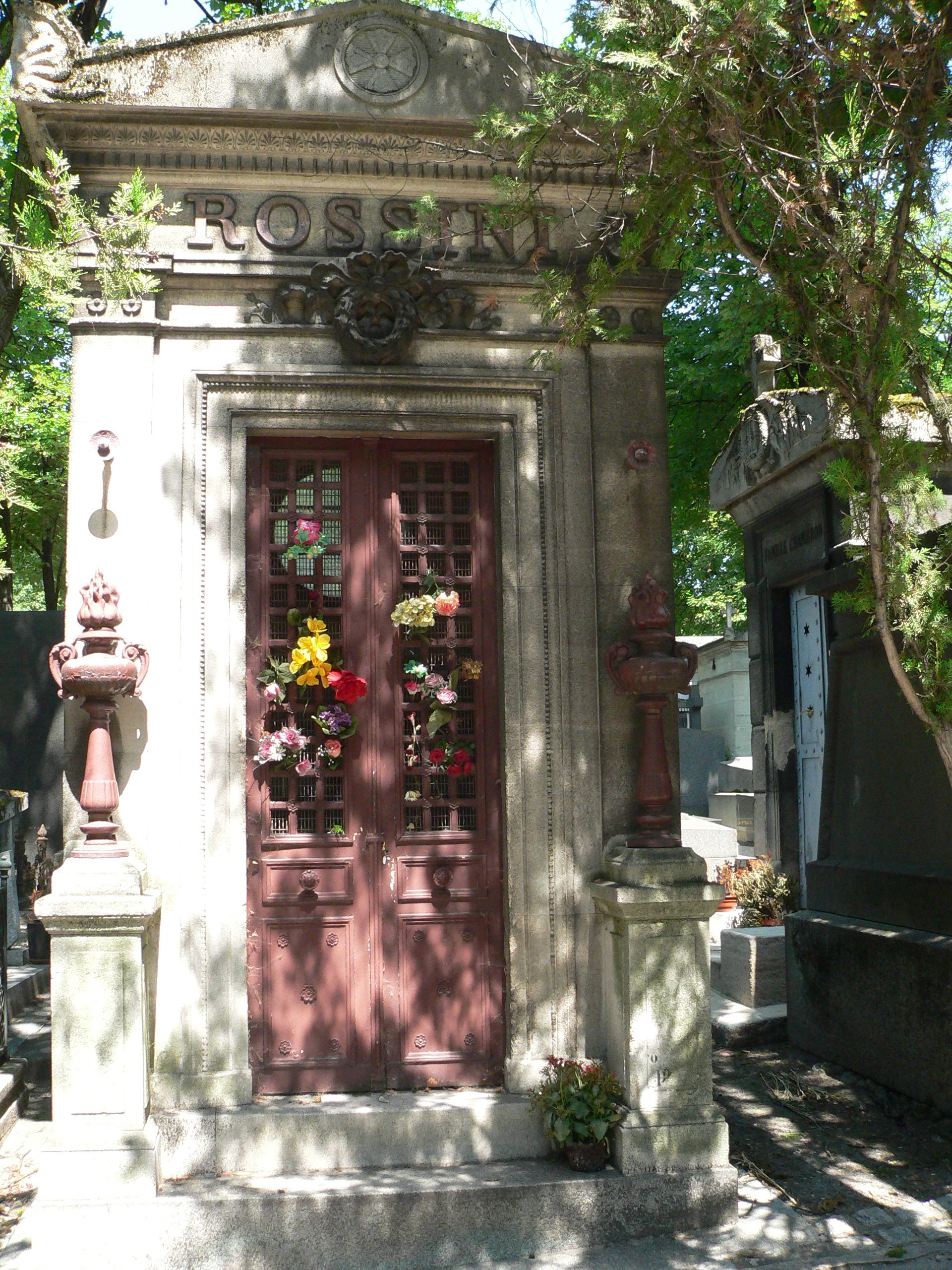
Rossinis Grab auf dem Pariser Friedhof Père-Lachaise

### Todesdatum gesichert
- 03. Januar: Moritz Hauptmann, deutscher Komponist, Geiger und Musiktheoretiker (* 1792)
- 07. Januar: William Batchelder Bradbury, US-amerikanischer Komponist (* 1816)
- 04. Februar: Josef Wiedemann, deutscher Orgelbauer (* 1819)
- 23. Februar: Karl Maria Groß, österreichischer Beamter, Maler, Dichter und Musikkritiker (* 1804)
- 25. Februar: Sophie Schröder, deutsche Sängerin und Schauspielerin (* 1781)
- 29. Februar: Simon Hölzl, österreichischer Orgelbauer (* vor 1783)
- 02. März: Franz Carl Adelbert Eberwein, Musikdirektor und Dirigent an der großherzoglichen Oper in Weimar (* 1786)
- 03. April: Franz Berwald, schwedischer Komponist und Violinist (* 1796)
- 14. April: Peter Ulrik Frederik Demant, dänischer Orgelbauer (* 1802)
- 18. April: Nikolai Kittel, russischer Geigen- und Bogenhersteller (* 1805)
- 31. Mai: František Sušil, tschechischer Priester, Literat, Volksliedersammler, Sprachforscher und Dichter (* 1804)
- 05. Juni: Anselm Hüttenbrenner, österreichischer Komponist und Musikkritiker (* 1794)
- 20. Juni: Josephine Eder, österreichische Pianistin und Konzertorganisatorin (* 1815)
- 08. Juli: Samuel Ludwig Hartig, deutscher Orgelbauer (* 1790)
- 16. Juli: Louis François Dauprat, französischer Hornist, Komponist und Professor für Horn (* 1781)
- 16. Juli: Caroline von Egloffstein, deutsche Komponistin und Schriftstellerin (* 1789)
- 16. Juli: Gustav Raeder, deutscher Schauspieler, Sänger und Possendichter (* 1810)
- 20. Juli: Johann Friedrich Kittl, tschechischer Komponist (* 1806)
- 11. August: Halfdan Kjerulf, norwegischer Komponist (* 1815)
- 23. August: Carl Geißler, deutscher Kantor, Musikpädagoge und Komponist (* 1802)
- 26. August: Caroline Wiseneder, deutsche Komponistin, Chorleiterin und Pädagogin (* 1807)
- 27. August: Franz Xaver Schnyder von Wartensee, Schweizer Komponist und Musikautor (* 1786)
- 04. September: Wilhelm Hermann Cläpius, deutscher Sänger, Schauspieler, Komponist, Übersetzer und Musikpädagoge (* 1801)
- 27. Oktober: Carl Abraham Mankell, schwedischer Komponist (* 1802)
- 13. November: Gioachino Rossini, italienischer Komponist (* 1792)
- 25. November: Franz Brendel, deutscher Musikkritiker, Journalist und Musikwissenschaftler (* 1811)
- 02. Dezember: Achille Dartois, französischer Librettist (* 1791)

### Genaues Todesdatum unbekannt
- Berl Broder, jüdischer Volksdichter und fahrender Sänger (* 1815)
- Salvatore Taglioni, italienischer Ballett-Tänzer und Choreograf (* 1789)